# Shūgiin-Wahl 1947

Einzelergebnisse in den 117 Wahlkreisen, Wahlsieger nach Partei als eingefärbte Kreise, in Flächenfarben stärkste Partei nach aggregierten Stimmenanteilen ihrer Kandidaten; SPJ blau, LPJ grün, DP gelb, Kooperativisten lila

Die Shūgiin-Wahl 1947 fand am 25. April 1947 statt. Sie war die 23. Wahl zum Shūgiin, dem japanischen Unterhaus. Das Inkrafttreten der neuen Verfassung hatte zur Auflösung des Parlaments durch Premierminister Yoshida Shigeru am 31. März und zu den Neuwahlen geführt. Zur Wahl standen 466 Sitze, die in 40 Dreier-, 39 Vierer- und 38 Fünferwahlkreisen durch nicht übertragbare Einzelstimmgebung (engl. SNTV) bestimmt wurden. Fünf Tage zuvor hatte die erste Wahl zum Oberhaus stattgefunden.
Die Wahlbeteiligung betrug 67,95 %, rund vier Prozent niedriger als bei der letzten Wahl nach der alten Verfassung, die erst im Jahr zuvor, 1946, stattgefunden hatte.
Entscheidend für den Ausgang der Wahl war die Abspaltung von Teilen der Liberalen Partei Yoshidas, die sich mit der Fortschrittspartei Japans (Nihon Shimpotō) zur Demokratischen Partei zusammenschlossen. Diese Teilung der bürgerlichen Kräfte ermöglichte es der Sozialistischen Partei Japans (SPJ), das erste und einzige Mal in der Geschichte stärkste Fraktion im Shūgiin zu werden.
| Partei | Partei                         | Sitze | Sitzverteilung |
| ------ | ------------------------------ | ----- | -------------- |
|        | Liberale Partei Japans         | 131   |                |
|        | Sozialistische Partei Japans   | 143   |                |
|        | Demokratische Partei           | 124   |                |
|        | Kooperativistische Volkspartei | 31    |                |
|        | Japanische Bauernpartei        | 5     |                |
|        | Kommunistische Partei Japans   | 4     |                |
|        | Sonstige                       | 16    |                |
|        | Unabhängige                    | 12    |                |
| Summe  | Summe                          | 466   |                |

## Auswirkungen
Nach der Wahl entschied sich Yoshida, nicht zu kandidieren, der SPJ-Vorsitzende Katayama Tetsu wurde mit nur fünf Gegenstimmen zum Premierminister gewählt. Sein Koalitionskabinett aus SPJ, Demokratischer Partei und Kooperativistischer Volkspartei hielt aber nur ein knappes Jahr, bevor er im März 1948 zurücktrat.